# Berliner Fußballmeister
Der Titel Berliner Fußballmeister ist ein seit 1992 jährlich vom Berliner Fußball-Verband verliehener Preis an denjenigen Fußballverein, der die Meisterschaft der höchsten reinen Berliner Spielklasse – aktuell der Berlin-Liga – gewinnen kann. Vor 1992 wurde der Begriff unterschiedlich verwendet für verschiedene Meisterschaften in den jeweils höchsten Berliner Fußballligen seit dem Jahr 1890. Zwischen 1903 und 1963 berechtigte der Meisterschaftsgewinn zur Teilnahme an der Endrunde um die deutsche Meisterschaft. Danach verlor der Titel jedoch immer mehr an Bedeutung. Aufgrund der Teilung Berlins in West- und Ost-Berlin wurden zwischen 1951 und 1991 zwei Berliner Meistertitel vergeben. Zwischen 1911 und 1945 (und zum Teil auch davor) spielten die Berliner und Brandenburger Mannschaften zusammen in einem Verband, sodass der Sieger auch gleichzeitig der Brandenburgische Fußballmeister war.

## Geschichte

### 1890–1911: Konkurrierende Verbände
Als erste Berliner Meisterschaft im Fußball kann die 1891 vom Bund Deutscher Fußballspieler (BDF) ausgetragene Runde angesehen werden, die der BFC Germania 1888 gewinnen konnte. Diese Meisterschaft hatte jedoch nur kurzen Bestand und 1892 wurde der Verband bereits wieder aufgelöst. In der Folgezeit wurden in Berlin weitere Fußballverbände gegründet, die jeweils eigene Meister ermittelten. Zu den bekanntesten zählten der von 1891 bis 1902 existierende Deutsche Fußball- und Cricket Bund (DFuCB) und der 1897 gegründete Verband Deutscher Ballspielvereine (VDB), der ab 1902 als Verband Berliner Ballspielvereine (VBB) firmierte. 1892 gab es ein Entscheidungsspiel zwischen dem Meister des BDF und dem Meister des DFuCB der Saison 1891/92, welches Germania mit 3:1 gegen den English FC gewann.
Mit der Einführung einer durch den Deutschen Fußball-Bund organisierten deutschen Fußballmeisterschaft im Jahre 1903 bekamen die bestehenden Regionalverbände die Möglichkeit, ihre jeweiligen Meister zur Endrunde um die deutsche Meisterschaft zu entsenden. In Berlin wurde diese Ehre zunächst nur den Vertretern des VBB zuteil, während die anderen Fußballverbände – neben dem VBB gab es noch den Märkischen Fußballbund (MFB), den Verband Berliner Athletik-Vereine (VBAV) sowie den Berliner Ballspiel-Bund (BBB) – das Nachsehen hatten.
In den folgenden Jahren gab es immer wieder neue Regelungen, wie mit den einzelnen Meistern der Berliner Verbände verfahren werden sollte. So durfte in der Saison 1905/06 auch der Titelträger des MFB an der deutschen Meisterschaftsendrunde teilnehmen, während in der Folgesaison der VBB und der MFB den Endrundenteilnehmer untereinander ausspielten. Wiederum zwei Jahre später, waren erneut beide Verbandsmeister startberechtigt. Hierbei ist zu erwähnen, dass der MFB vorrangig aus Vereinen aus dem Berliner Umland bestand und daher seine Meister auch als Brandenburger Meister bezeichnete. Aber auch in den anderen Verbänden spielten Verein aus der Provinz Brandenburg.
In dieser Zeit spielte der Berliner Fußball reichsweit eine führende Rolle. Mehrere Berliner Vereine konnten das Endspiel um die deutsche Meisterschaft erreichen und mit dem BTuFC Union 1892 (1905) sowie dem BTuFC Viktoria 1889 (1908 und 1911) wurden auch drei Meistertitel in die Reichshauptstadt geholt.
```
BDF
:     1891 
BFC Germania 1888
```

```
DFuCB
:   
1892
 English FC 1890 Berlin
         
1893
 
BTuFC Viktoria 1889

         
1894
 BTuFC Viktoria 1889
         
1895
 BTuFC Viktoria 1889
         
1896
 BTuFC Viktoria 1889
         
1897
 BTuFC Viktoria 1889
         
1898
 
BFC Vorwärts 1890

         
1899
 BFC Vorwärts 1890
         
1900
 BFC Vorwärts 1890
         
1901
 BFC Vorwärts 1890
         
1902
 
Berliner FC 1893
```

```
ADSB
:    1897 
BTuFC Britannia 1892

         1898 
BFC Frankfurt 1885
```

```
VDB/VBB
: 
1898
 BTuFC Britannia 1892
         
1899
 
BFC Preussen 1894

         
1900
 BFC Preussen 1894
         
1901
 BFC Preussen 1894
         
1902
 BTuFC Viktoria 1889
         
1903
 BTuFC Britannia 1892
         
1904
 BTuFC Britannia 1892
         
1905
 
BTuFC Union 1892

         
1906
 
BFC Hertha 1892

         
1907
 BTuFC Viktoria 1889
         
1908
 BTuFC Viktoria 1889
         
1909
 BTuFC Viktoria 1889
         
1910
 BFC Preussen 1894
         
1911
 BTuFC Viktoria 1889
```

```
MFB
:     
1902
 
BTuFC Rapide
 / BFC Vorwärts 1890
         
1903
 BFC Vorwärts 1890
         
1904
 
Weißenseer FC

         
1905
 
BTuFC Alemannia 1890

         
1906
 
BFC Norden-Nordwest 1898

         
1907
 BTuFC Alemannia 1890
         
1908
 BFC Norden-Nordwest 1898
         
1909
 
Rixdorfer TuFC Tasmania 1900

         
1910
 Rixdorfer TuFC Tasmania 1900
         
1911
 Rixdorfer TuFC Tasmania 1900
```

```
FuABB
:   1905 BSC Franco-Alliance 1901
```

```
BBB
:     
1908
 SC Hohenzollern 1906 Tegel
         
1909
 
BFC Nordstern 1907

         1910 1. FC Borussia 1902 Tempelhof
```

```
VBAV
:    1908 SSC Teutonia 1899
         1909 
Berliner SC

         1910 Berliner SC
         1911 Berliner SC
```

### 1911–1945: Meister Berlin/Brandenburg
Vor der Saison 1911/12 fusionierten die drei verbliebenen Verbände (der BBB hatte sich inzwischen aufgelöst) miteinander zu einem Gesamtverband für die Region – dem Verband Brandenburgischer Ballspielvereine (VBB). Wie der Name schon andeutet, wurden in dem Verband nicht nur Berliner Fußballteams, sondern auch in Brandenburg beheimatete Clubs zusammengefasst (größtenteils aus dem MFB). Jedoch hat sich bis heute die Bezeichnung Berliner Meister für den Ligaersten durchgesetzt. Analog dazu wird auch der Verbandspokal des VBB heute als Berliner Pokal bezeichnet. Noch bis 1944 (zunächst im VBB, ab 1933 in der Gauliga Berlin-Brandenburg) wurde trotz des Zweiten Weltkriegs ein Berlin/Brandenburgischer Meister ausgespielt.
Bis zur Einführung der Gauligen 1933 konnten Berliner Mannschaften im Kampf um die deutsche Meisterschaft noch mithalten. Neben den beiden Vize-Meisterschaften des BFC Vorwärts 1890 (1921) sowie des SC Union Oberschöneweide (1923) ist dabei vor allem die Leistung von Hertha BSC hervorzuheben. Die Mannschaft schaffte es zwischen 1926 und 1931 sechsmal in Folge ins Finale um die deutsche Meisterschaft und gewann davon die letzten beiden. Nach Herthas großer Ära verlor der Berliner Fußball jedoch zunehmend an Bedeutung in Deutschland und schaffte es in der Endrunde zumeist nicht einmal bis ins Halbfinale.
```
1912  
BFC Preussen

1913  
Berliner TuFC Viktoria 89

1914  
Berliner BC

1915  
BFC Hertha 1892

1916  
Berliner TuFC Viktoria 89

1917  
BFC Hertha 1892

1918  
BFC Hertha 1892

1919  
Berliner TuFC Viktoria 89

1920  
SC Union Oberschöneweide

1921  
Vorwärts 90 Berlin

1922  
SV Norden-Nordwest

1923  
SC Union Oberschöneweide

1924  
BTuFC Alemannia 90 Berlin

1925  
Hertha BSC

1926  
Hertha BSC

1927  
Hertha BSC

1928  
Hertha BSC

1929  
Hertha BSC

1930  
Hertha BSC

1931  
Hertha BSC

1932  
Tennis Borussia Berlin

1933  
Hertha BSC
```

```
1934  
BFC Viktoria 1889

1935  
Hertha BSC

1936  
Berliner SV 92

1937  
Hertha BSC

1938  
Berliner SV 92

1939  
Blau-Weiß 90 Berlin

1940  
SC Union Oberschöneweide

1941  
Tennis Borussia Berlin

1942  
Blau-Weiß 90 Berlin

1943  
Berliner SV 92

1944  
Hertha BSC
```

### 1945–1950: Gesamtberliner Meisterschaft
Bereits kurz nach dem Ende des Weltkriegs wurde in Berlin wieder mit einer Meisterschaftsrunde begonnen. Diese fand jedoch ohne das Brandenburger Umland – das sich auf dem Gebiet der Sowjetischen Besatzungszone befand – statt. Mit der Einführung der DDR-Oberliga auf dem Gebiet der DDR wuchs allerdings der politische Druck auf die Ost-Berliner Vereine, sich von der Gesamtberliner Stadtliga abzumelden, was zum Anfang der Saison 1950/51 schließlich auch geschah. Die Ost-Berliner Mannschaften wurden in den DDR-Fußball eingegliedert, die West-Berliner Teams spielten fortan in der Vertragsliga Berlin. Bis zur sportlichen Wiedervereinigung der BRD und DDR im Jahr 1991 sollte es in Berlin jeweils zwei Meister geben.
```
1946  
SG Wilmersdorf
 (
Stadtliga Berlin
)
1947  
SG Charlottenburg

1948  
SG Oberschöneweide

1949  Berliner SV 1892
1950  Tennis Borussia Berlin
```

### 1951–1991: Meister in Ost und West
Bis auf den Abzug der Teams aus Ost-Berlin änderte sich in der West-Berliner Vertragsliga vorerst nicht viel. Der Meister durfte weiterhin an der Endrunde teilnehmen und gegen die anderen Meister der Oberligen West, Nord, Süd bzw. Südwest antreten. Jedoch konnten die Berliner Teams sportlich nicht mehr mit dem Rest Deutschlands mithalten und belegten jeweils in den inzwischen eingeführten Vorrundengruppen überwiegend abgeschlagen den letzten Platz.
Ab 1963 verlor der Berliner Meistertitel an sportlichem Wert mit der Einführung der Fußball-Bundesliga. Alle bestehenden Oberligen wurden herabgestuft und unter der Bundesliga angesiedelt, so auch die Vertragsliga, welche nun den Namen Regionalliga Berlin trug. Der Titel des Berliner Meisters berechtigte damit nur noch zur Teilnahme an der Aufstiegsrunde zur Bundesliga. Ab 1974 war die höchste Berliner Liga sogar nur noch drittklassig durch die Einführung der Zweiten Bundesliga. Die Regionalliga Berlin hieß von nun an Oberliga Berlin und entsendete seinen Meister in die Aufstiegsspiele zur 2. Liga.
Qualitativ gesehen setzte sich der Abwärtstrend im Berliner Fußball weiter fort. Nur Hertha BSC konnte in den 1970er Jahren in der Bundesliga teilweise Anschluss an die Spitzenteams halten. Alle weiteren Bundesligaaufstiege (jeweils einmal Tasmania 1900 und Blau-Weiß 90 sowie zweimal Tennis Borussia) endeten mit dem sofortigen Wiederabstieg, wobei Tasmanias Bundesligasaison 1965/66 mit mehreren Negativrekorden katastrophal endete.
```
1951  
Tennis Borussia Berlin
 (
Stadtliga Berlin
)
1952  Tennis Borussia Berlin
1953  
SC Union 06 Berlin

1954  
Berliner SV 92

1955  
BFC Viktoria 1889

1956  BFC Viktoria 1889
1957  
Hertha BSC

1958  Tennis Borussia Berlin
1959  
SC Tasmania 1900 Berlin

1960  SC Tasmania 1900 Berlin
1961  Hertha BSC
1962  SC Tasmania 1900 Berlin
1963  Hertha BSC
```

```
1964  SC Tasmania 1900 Berlin (
Regionalliga Berlin
)
1965  Tennis Borussia Berlin
1966  Hertha BSC
1967  Hertha BSC
1968  Hertha BSC
1969  
Hertha Zehlendorf

1970  Hertha Zehlendorf
1971  SC Tasmania 1900 Berlin
1972  
Wacker 04 Berlin

1973  
Blau-Weiß 90 Berlin

1974  Tennis Borussia Berlin
```

```
1975  
Spandauer SV
 (
Oberliga Berlin
)
1976  SC Union 06 Berlin
1977  
BFC Preussen 1894

1978  Wacker 04 Berlin
1979  Hertha Zehlendorf
1980  BFC Preussen
1981  BFC Preussen
1982  Tennis Borussia Berlin
1983  
SC Charlottenburg

1984  Blau-Weiß 90 Berlin
1985  Tennis Borussia Berlin
1986  SC Charlottenburg
1987  Hertha BSC
1988  Hertha BSC
1989  
Reinickendorfer Füchse

1990  Reinickendorfer Füchse
1991  Tennis Borussia Berlin
```

Setzte die Abwertung des Berlin Meistertitels im Westteil der Stadt schrittweise ein, wurde dies in Ost-Berlin bereits bei der Eingliederung in den DDR-Fußball vollzogen. Mit der Einführung der DDR-Oberliga als Oberhaus sowie der DDR-Liga als Unterbau darunter wurde der Ost-Berliner Meistertitel nunmehr nur noch in der 1953 gegründeten drittklassigen Bezirksliga Berlin ausgespielt und berechtigte lediglich zur Teilnahme an den Aufstiegsspielen für die DDR-Liga. Zwischen 1955 und 1964 war die höchste Ost-Berliner Spielklasse sogar nur viertklassig hinter der II. DDR-Liga.
Nur wenige Meister-Mannschaften der Bezirksliga konnten sich danach auch in den höheren Ligen durchsetzen und so neben den drei Berliner Top-Teams Vorwärts, Dynamo und Union für Schlagzeilen sorgen. So z. B. Rotation Berlin, Lichtenberg 47 sowie die zweite Mannschaft des BFC Dynamo.
```
1953  
BSG Chemie Rüdersdorf

1954  
SG Hohenschönhausen

1955  
SG Lichtenberg 47

1956  
SG Dynamo Berlin-Mitte

1957  
BSG Chemie Grünau-Schmöckwitz

1958  
SG Grünau

1959  
BSG Tiefbau Berlin

1960  
BSG Motor Köpenick

1962  
SG Adlershof

1963  
SG Fortuna Biesdorf

1964  SG Lichtenberg 47
1965  BSG Motor Köpenick
1966  
1. FC Union Berlin
 II
1967  BFC Dynamo II
1968  BFC Dynamo II
1969  1. FC Union Berlin II
1970  BSG EAB Lichtenberg 47
1971  BSG EAB Lichtenberg 47
1972  BSG Motor Köpenick
1973  
BSG Einheit Pankow

1974  
BSG NARVA Berlin

1975  1. FC Union Berlin II
1976  
BSG Rotation Berlin

1977  
BSG Bergmann-Borsig Berlin

1978  BSG NARVA Berlin
1979  
BSG KWO Berlin

1980  BSG Bergmann-Borsig Berlin
1981  BSG EAB Berlin 47
1982  BSG Rotation Berlin
1983  BSG EAB Berlin 47
1984  BFC Dynamo II
1985  BSG KWO Berlin
1986  BSG KWO Berlin
1987  BSG KWO Berlin
1988  BSG KWO Berlin
1989  BSG Bergmann-Borsig Berlin
1990  BSG EAB Berlin 47
1991  SV Lichtenberg 47
```

### 1991 bis heute: Die neue Verbandsliga
Nach dem Ende der deutschen Teilung wurde vor der Saison 1991/92 auch im deutschen Fußball der Zusammenschluss beider Verbände vollzogen. Bereits 1990 – im Jahre der Wiedervereinigung – wurde auf einem außerordentlichen Verbandstag des BFV die Bildung einer neuen eingleisigen höchsten Berliner Spielklasse gefordert, was jedoch erst zum Beginn der Spielzeit 1992/93 Realität wurde.
Die neu gegründete Verbandsliga Berlin startete zunächst viertklassig unter den drei Oberligen des Nordostdeutschen Fußballverbands (NOFV). Mit der Wiedereinführung der Regionalligen zum Beginn der Saison 1994/95 als drittklassiger Unterbau der 2. Liga rutschte die Verbandsliga erneut eine Klasse tiefer. Der Titel des Berliner Meisters berechtigte nun zum Aufstieg in die neue Fußball-Oberliga Nordost.
Zum Beginn der Saison 2008/09 stand dem Berliner Meistertitel eine erneute Abwertung bevor. Mit der Einführung einer neuen eingleisigen dritten Liga verschoben sich alle darunter liegenden Ligen um eine Klasse nach unten. Die Verbandsliga Berlin – seit 2008 mit dem Namen Berlin-Liga – ist damit nur noch sechstklassig.
```
1992  
1. FC Lübars
 (Landesliga Berlin)
```

```
1993  
SC Staaken
 (
Verbandsliga Berlin
)
1994  
1. FC Wilmersdorf

1995  
Köpenicker SC

1996  
SD Croatia Berlin

1997  
Tasmania Neukölln

1998  
Tennis Borussia Berlin II

1999  
Berliner AK 07

2000  
Türkiyemspor Berlin

2001  
SV Lichtenberg 47

2002  Köpenicker SC
2003  
SV Yeşilyurt Berlin

2004  
BFC Dynamo

2005  
BFC Preussen

2006  
Lichterfelder FC

2007  
Spandauer SV

2008  
Reinickendorfer Füchse

2009  
Lichtenrader BC 25

2010  
1. FC Union Berlin II

2011  
BFC Viktoria 1889

2012  
VSG Altglienicke

2013  
BSV Hürtürkel

2014  
Hertha Zehlendorf

2015  
Tennis Borussia Berlin

2016  VSG Altglienicke
2017  SC Staaken
2018  
Blau-Weiß 90 Berlin

2019  Tasmania Berlin
2020  
SFC Stern 1900

2021  
Eintracht Mahlsdorf
 
2022  
TuS Makkabi Berlin

2023  
SV Sparta Lichtenberg

2024  BFC Preussen 
2025  SD Croatia Berlin
```